# William Morton
William Thomas Green Morton (ur. 9 sierpnia 1819 w Charlton, w stanie Massachusetts, zm. 15 lipca 1868 w Nowym Jorku) – amerykański dentysta, prekursor anestezjologii.
William Morton, jako absolwent Baltimore College of Dental Surgery, rozpoczął w 1842 r. praktykę dentystyczną. Przez rok współpracował z Horacym Wellsem, podobnie jak on zainteresowanym problemem bólu podczas zabiegów dentystycznych. Następnie już sam przeprowadzał doświadczenia z wykorzystaniem podtlenku azotu, jako środka znieczulającego i stosował go potem w czasie zabiegów dentystycznych. Ciągle jednak poszukiwał mocniejszego środka, a zarazem bardziej skutecznego w poważniejszych zabiegach chirurgicznych. Jeden z naukowców i lekarzy Charles T. Jackson zaproponował zastosowanie eteru. Znany ze swych własności znieczulających, odkryty przez Paracelsusa, nie był jednak nigdy wykorzystany przy operacji chirurgicznej. Morton przeprowadzał doświadczenia najpierw na zwierzętach, potem na sobie. W końcu, 30 września 1846 r., wykonał pierwszy zabieg usunięcia zęba z użyciem eteru. Pacjent po przebudzeniu potwierdził, że nie czuł żadnego bólu; obecni byli też świadkowie. Jednak dopiero pokaz zabiegu dla lekarzy i studentów z bostońskiego szpitala Massachusetts General Hospital, przeprowadzony miesiąc później, okazał się wielkim sukcesem. W czasie operacji, po podaniu przez Mortona środka znieczulającego, jeden z chirurgów usunął pacjentowi guz z karku. Morton i Jackson opatentowali wynalazek, jednak przez wiele lat toczyły się procesy sądowe o pierwszeństwo. Zyski z wynalazku były w rezultacie niższe niż koszty sądowe, ponieważ szpitale stosowały eter nie wnosząc opłat z tytułu patentu. Morton zmarł, mając zaledwie czterdzieści dziewięć lat, nie doczekawszy się sukcesu i sławy, na które liczył za życia.

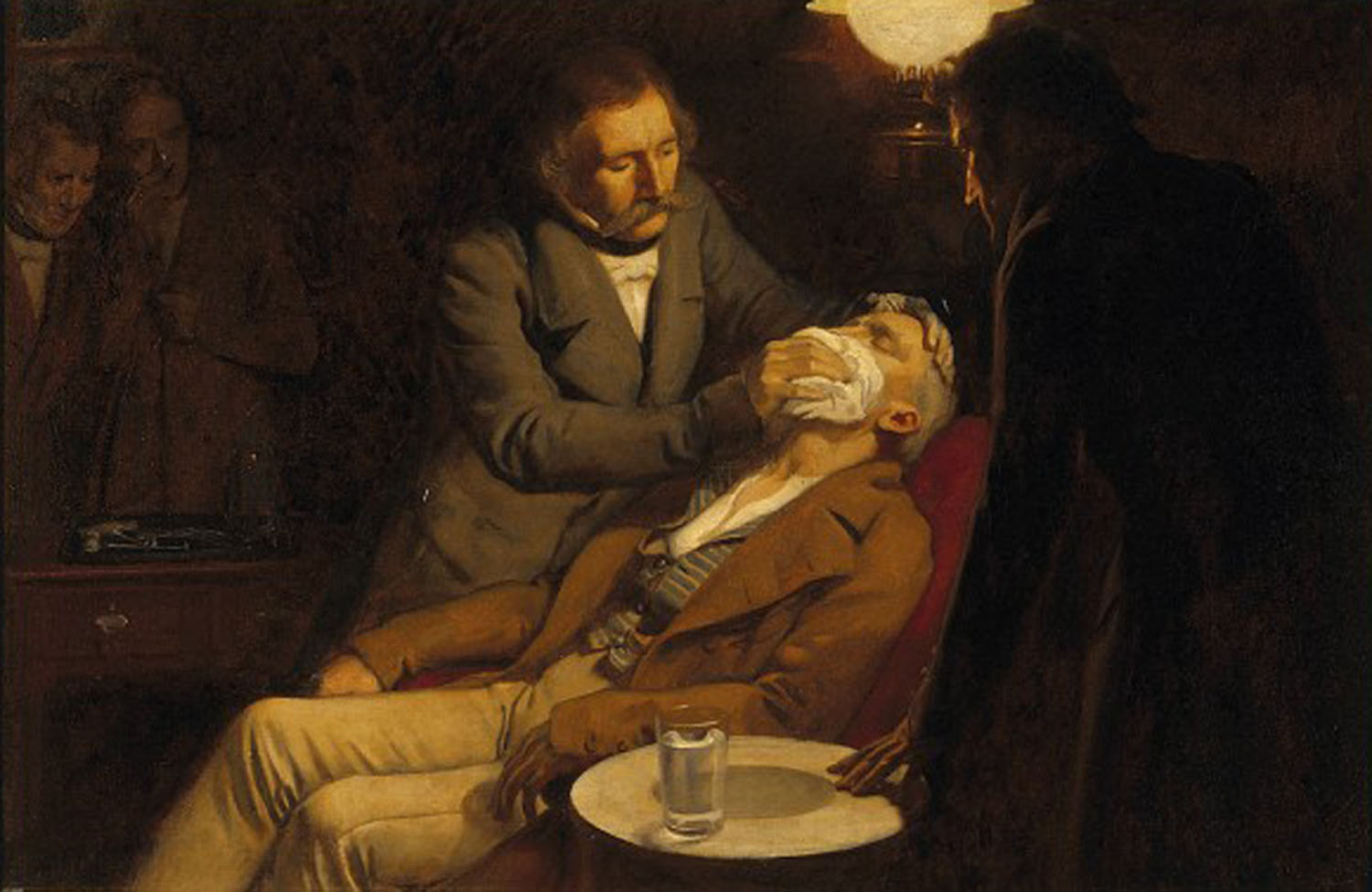
Usypianie pacjenta przed ekstrakcją

William Morton, Horace Wells, Charles Jackson i Crawford W. Long (lekarz, który stosował eter w operacjach już w 1842 r., ale opublikował ten fakt dopiero trzy lata po pokazie Mortona) to najważniejsze osoby, które przyczyniły się do wprowadzenia narkozy w chirurgii, wynalazku, który jest jednym z ważniejszych w dziejach ludzkości, kończącym niewyobrażalne cierpienia człowieka. Spośród nich to Morton rozsławił skuteczność eteru, który przez prawie sto lat był najczęściej używanym środkiem znieczulającym.